# Idgrund, Kristinestad
Idgrund är en ö i Finland. Den ligger i den ekonomiska regionen  Sydösterbotten och landskapet Österbotten, i den sydvästra delen av landet, 290 km nordväst om huvudstaden Helsingfors.
Idgrund skiljs från Trindklobben i söder av Idgrunds kanal och från Sandskäret i norr av strömfåran ”Filbunken”. Den del av Idgrund som ligger öster om Sandskäret kallas Gräsgrund. Idgrund är en mycket långsmal ö. Det är nästan 3 km från Idgrunds kanal i söder till norra spetsen av Gräsgrund, men ön är bara 350 meter bred på det bredaste stället.